# Friss István
Friss István (Nagyvárad, 1903. május 31. – Budapest, 1978. október 11.) állami díjas magyar közgazdász, politikus, a Magyar Tudományos Akadémia tagja.

| Friss István                              | Friss István                                                              |
| Kattints az alábbi külső linkek egyikére! | Kattints az alábbi külső linkek egyikére!                                 |
| ----------------------------------------- | ------------------------------------------------------------------------- |
| Nem található szabad kép.(?)              |                                                                           |
| külső link · jogvédett                    | Nemzeti Emlékezet Bizottsága. Magyar Nemzeti Múzeum Történeti Fényképtár. |

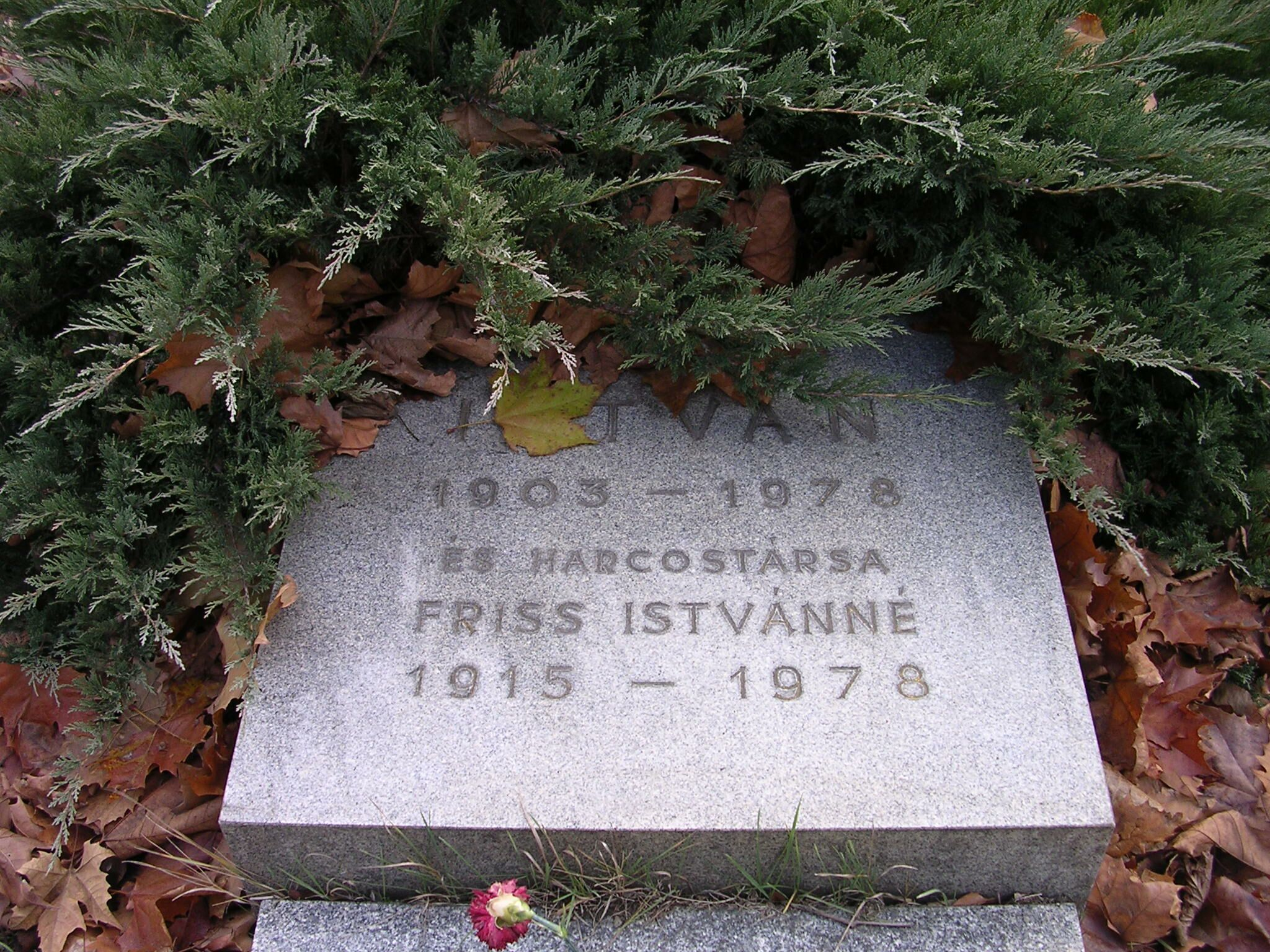
Sírja a Fiumei úti sírkertben

## Életútja
Friss Zsigmond részvénytársasági igazgató és Glasner Gabriella fia. Felsőfokú tanulmányait 1924-ben fejezte be a berlini kereskedelmi főiskolán.
1922-ben a Kommunisták Magyarországi Pártja tagja lett. 1925-ben tiltott politikai tevékenység miatt négyévi börtönbüntetést kapott. 1928-ban az illegális Kommunista szerkesztője lett, később a kommunista párt ideiglenes titkárságának tagjai közé választották. 1931-ben házasságot kötött Glasner Saroltával, 1945-ben elvált és feleségül vette Weiser Rózsát, akivel élete végéig élt.  1935–1936 folyamán a Szovjetunióban, 1936-tól 1939-ig Prágában élt. A német megszállás után Lengyelországba, onnan Svédországba menekült. 1941-ben Moszkvába került, ahol egy darabig nem jutott se munkához, se lakáshoz. 1945-ben az úgynevezett moszkovita csoport tagjaként tért haza.
1945-től 1954-ig a kommunista párt Állampolitikai, majd Államgazdasági, végül Terv-, Pénzügyi és Kereskedelmi Osztályát, 1956 és 1961 között a Magyar Szocialista Munkáspárt Központi Bizottsága Államgazdasági Osztályát vezette. 1948-ban a Magyar Dolgozók Pártja Központi Vezetősége, 1956-ban az MSZMP Központi Bizottsága tagja lett. 1949 és 1967 között országgyűlési képviselőként is működött. 1954-ben kinevezték az MTA Közgazdaságtudományi Intézetének igazgatójává. 1974-től haláláig az intézmény tudományos tanácsadója volt.
1953 májusában az MTA levelező, 1960-ban rendes, 1973-ban elnökségi tagjává választották. 1965 és 1970 között a Gazdaság- és Jogtudományok Osztálya titkári, 1970-től 1973-ig elnöki posztját töltötte be. 1965-ben a Magyar Közgazdasági Tanács alelnöke lett.

## Munkássága
A gazdaságpolitika egyik irányítójaként jelentős szerepet játszott egyfelől az 1945–1946-os hiperinfláció leküzdésében, a stabil forint megteremtésében. Az 1956-os forradalom után részt vett a gazdaságirányítás túlközpontosításának enyhítésében, az új agrárpolitika kialakításában, az 1960-as években az új gazdasági mechanizmus kidolgozásában.
Kutatómunkájában a gazdaságpolitika tudományos megalapozására törekedett. Nézeteit Gazdasági törvények, tervezés, irányítás című 1968-as kötetében és a Gazdaságpolitikánk tapasztalatai és tanulságai. 1957–1960 című, általa szerkesztett 1976-os könyvben összegezte. Úgy vélte, a szocialista gazdaságot egységes termelési rend, de sokféle érdek jellemzi. Véleménye szerint egyetlen népgazdasági terv sem teljesíthető tételesen; a végrehajtásnak folyamatos viták közepette kell történnie, hogy többféle gazdaságfejlesztési koncepció közül lehessen kiválasztani az általános társadalmi érdekeknek leginkább megfelelőt. A gazdaságpolitikát tudomány, politika és népgazdasági tervezés hatékony együttműködésének eredményeként képzelte el.

## Díjai, elismerései
- Magyar Szabadság Érdemrend ezüst fokozata (1947)
- Kossuth-érdemrend második osztálya (1949)
- Magyar Népköztársasági Érdemrend harmadik fokozata (1950)
- Magyar Munka Érdemrend arany fokozata (1951)
- A Munka Vörös Zászló Érdemrendje (1953, 1973)
- Munka Érdemrend (1963)
- Szocialista Hazáért Érdemrend (1967)
- Felszabadulási Jubileumi Emlékérem (1970)
- Állami Díj első fokozata (1970) „a közgazdaság-tudomány területén a felszabadulás óta kifejtett elméleti és tudományos szervező munkásságáért”
- Akadémiai Aranyérem (1977)
- A Magyar Népköztársaság Babérkoszorúval Ékesített Zászlórendje (1978)

## Emlékezete
Nyers Rezső „a magyar progresszió jeles képviselőjének” nevezte, akinek életműve „jelentős hozzájárulás a magyar haladásért és a szocialista Magyarországért folyó társadalmi küzdelmekhez.” 1984-ben Friss István emlékezete címmel emlékkönyv jelent meg tiszteletére a Közgazdaságtudományi Intézet kiadásában. 1984 és 1991 között Budapest XI. kerületében utca viselte nevét. (Ezt a rendszerváltás után visszanevezték korábbi nevére, Késmárki utcára.)

## Főbb művei
- A magyar demokrácia gazdasági stabilizációja; Szikra, Bp., 1946 (Szemináriumi füzetek)
- Népgazdaságunk fejlődése a felszabadulástól az ötéves terv megindulásáig; kidolg. MDP. Központi Előadói Iroda politikai gazdaságtani munkaközössége, vezető Friss István, előadó Házi Árpád, László Andor, Szalai Béla; Magyar Dolgozók Pártja Központi Előadói Iroda, Bp., 1950 (Magyar Dolgozók Pártja Központi Előadói Irodájának előadásai)
- A jövőt építjük; Szikra, Bp., 1951
- A magyar nemzeti jövedelem és annak elosztása egykor és most; kidolg. Központi Előadói Iroda politikai-gazdaságtani munkaközössége, vezető Friss István, ea. Nagy Tamás; Szikra, Bp., 1951 (A Magyar Dolgozók Pártja Központi Előadói Irodájának előadásai)
- I. V. Sztálin "A szocializmus közgazdasági problémái a Szovjetunióban" című műve a marxista-leninista elmélet kimagasló alkotása; Szikra, Bp., 1953
- A Kommunisták Magyarországi Pártjának harca 1929 októberétől 1939 augusztusáig; Szikra, Bp., 1955 (Az MDP Pártfőiskolája Magyar Párttörténeti Tanszék)
- Népgazdaságunk fejlesztésének üteméről; Akadémiai, Bp., 1955
- A személyes érdekeltség kérdése a szocializmus építésében; Szikra, Bp., 1956 (Az MDP Politikai Akadémiája)
- Népgazdaságunk vezetésének néhány gyakorlati és elméleti kérdéséről; Kossuth, Bp., 1957 (Az MSZMP Központi Bizottsága Politikai Akadémiája)
- A magyar népgazdaság fejlődése a felszabadulás óta; Kossuth, Bp., 1961
- A Magyar Dolgozók Pártja gazdaságpolitikája; Akadémiai, Bp., 1961
- Gazdasági törvények, tervezés, irányítás; Kossuth, Bp., 1968

## További irodalom
- Rózsa György: Emlékezés Friss Istvánra. Magyar Tudomány, 1983. 10. sz. 784–785. o.
- Rózsa György: Emlékezés Friss Istvánra, a gazdaságpolitikus és tudománypolitikus emberre. Az MTA Közgazdaságtudományi Intézetének Közleményei, 1984. 32. köt. 60–64. o.